# Hartberger-Gmoos
Hartberger-Gmoos este o arie protejată (arie specială de conservare — SAC, sit de importanță comunitară — SCI, arie de protecție specială avifaunistică — SPA) din Austria întinsă pe o suprafață de 61,1 ha, integral pe uscat.

## Localizare
Centrul sitului Hartberger-Gmoos este situat la coordonatele 47°16′25″N 15°58′30″E / 47.2735°N 15.9751°E.

## Înființare
Situl Hartberger-Gmoos a fost declarat sit de importanță comunitară în noiembrie 1996 pentru a proteja 103 specii de animale. Alte tipuri de protecție:
- arie de protecție specială avifaunistică (în aprilie 2001)
- arie specială de conservare (în iunie 2005)[1][2][3]

## Biodiversitate
Situată în ecoregiunea continentală, aria protejată conține 2 habitate naturale: Fânețe de joasă altitudine (Alopecurus pratensis, Sanguisorba officinalis), Mlaștini alcaline.
La baza desemnării sitului se află mai multe specii protejate:
- păsări (96): uliu păsărar (Accipiter nisus), lăcar mare (Acrocephalus arundinaceus), privighetoare-de-baltă (Acrocephalus melanopogon), lăcar-de-mlaștină (Acrocephalus palustris), lăcar-de-rogoz (Acrocephalus schoenobaenus), lăcar-de-lac (Acrocephalus scirpaceus), fluierar de munte (Actitis hypoleucos), pițigoi codat (Aegithalos caudatus), ciocârlie-de-câmp (Alauda arvensis), pescăruș albastru (Alcedo atthis), rață lingurar (Anas clypeata), rață pitică (Anas crecca), rață fluierătoare (Anas penelope), rață mare (Anas platyrhynchos), rață cârâitoare (Anas querquedula), gâscă cenușie (Anser anser), fâsă-de-câmp (Anthus campestris), fâsă de luncă (Anthus pratensis), fâsă de pădure (Anthus spinoletta), fâsă de pădure (Anthus trivialis), lăstunul mare (Apus apus), stârc cenușiu (Ardea cinerea), ciuf-de-pădure (Asio otus), Bombycilla garrulus, șorecarul comun (Buteo buteo), sticlete (Carduelis carduelis), scatiu (Carduelis spinus), mugurar roșu (Carpodacus erythrinus), florinte (Chloris chloris), barză albă (Ciconia ciconia), erete de stuf (Circus aeruginosus), erete cenușiu (Circus pygargus), botgros (Coccothraustes coccothraustes), porumbel de scorbură (Columba oenas), porumbel gulerat (Columba palumbus), cioară de semănătură (Corvus frugilegus), Corvus monedula, prepeliță (Coturnix coturnix), egretă albă (Egretta alba), presură galbenă (Emberiza citrinella), presură de stuf (Emberiza schoeniclus), șoimul rândunelelor (Falco subbuteo), vânturel roșu (Falco tinnunculus), vânturel de seară (Falco vespertinus), muscar negru (Ficedula hypoleuca), Fringilla montifringilla, lișiță (Fulica atra), becațină comună (Gallinago gallinago), găinușă de baltă (Gallinula chloropus), frunzăriță galbenă (Hippolais icterina), rândunică (Hirundo rustica), stârc pitic (Ixobrychus minutus), capîntortură (Jynx torquilla), sfrâncioc roșiatic (Lanius collurio), sfrâncioc mare (Lanius excubitor), sitar de mâl (Limosa limosa), grelușelul-de-tufiș (Locustella fluviatilis), grelușel-de-zăvoi (Locustella luscinioides), Locustella naevia, forfecuță gălbuie (Loxia curvirostra), gușă albastră (Luscinia svecica), becațină mică (Lymnocryptes minimus), codobatura galbenă (Motacilla flava), pietrar sur (Oenanthe oenanthe), grangur (Oriolus oriolus), pițigoi de stuf (Panurus biarmicus), potârniche (Perdix perdix), viespar (Pernis apivorus), codroșul de pădure (Phoenicurus phoenicurus), pitulice de munte (Phylloscopus collybita), pitulice sfârâitoare (Phylloscopus sibilatrix), pitulice-fluierătoare (Phylloscopus trochilus), ciocănitoare verzuie (Picus canus), ciocănitoarea verde (Picus viridis), cresteț pestriț (Porzana porzana), brumăriță de pădure (Prunella modularis), mugurarul (Pyrrhula pyrrhula), cristei de baltă (Rallus aquaticus), aușel cu cap galben (Regulus regulus), pițigoi-pungar (Remiz pendulinus), lăstun de mal (Riparia riparia), mărăcinar (Saxicola rubetra), mărăcinar negru (Saxicola torquatus), cănăraș (Serinus serinus), turturică (Streptopelia turtur), silvie cu cap negru (Sylvia atricapilla), silvie de zăvoi (Sylvia borin), silvie de câmp (Sylvia communis), silvie-mică (Sylvia curruca), corcodel mic (Tachybaptus ruficollis), fluierar de mlaștină (Tringa glareola), fluierarul de zăvoi (Tringa ochropus), pănțărușul (Troglodytes troglodytes), sturzul viilor (Turdus iliacus), sturz (Turdus pilaris), nagâț (Vanellus vanellus)
- amfibieni (1): izvoraș-cu-burta-galbenă (Bombina variegata)
- mamifere (2): liliac comun (Myotis myotis), liliacul mic cu potcoavă (Rhinolophus hipposideros)
- nevertebrate (4): fluturele purpuriu (Lycaena dispar), Phengaris nausithous, Phengaris teleius, Vertigo angustior

Pe lângă speciile protejate, pe teritoriul sitului au mai fost identificate 4 specii de plante, 2 specii de amfibieni, 1 specie de mamifere, 36 de specii de nevertebrate, 1 specie de reptile.